# 伯尔措
伯尔措是德国梅克伦堡-前波莫瑞州的一个市镇。总面积17.45平方公里，总人口735人，其中男性377人，女性358人（2011年12月31日），人口密度42人/平方公里。